# Asemissen
Asemissen ist der südlichste Ortsteil der Gemeinde Leopoldshöhe im nordrhein-westfälischen Kreis Lippe in Deutschland.

## Geographie

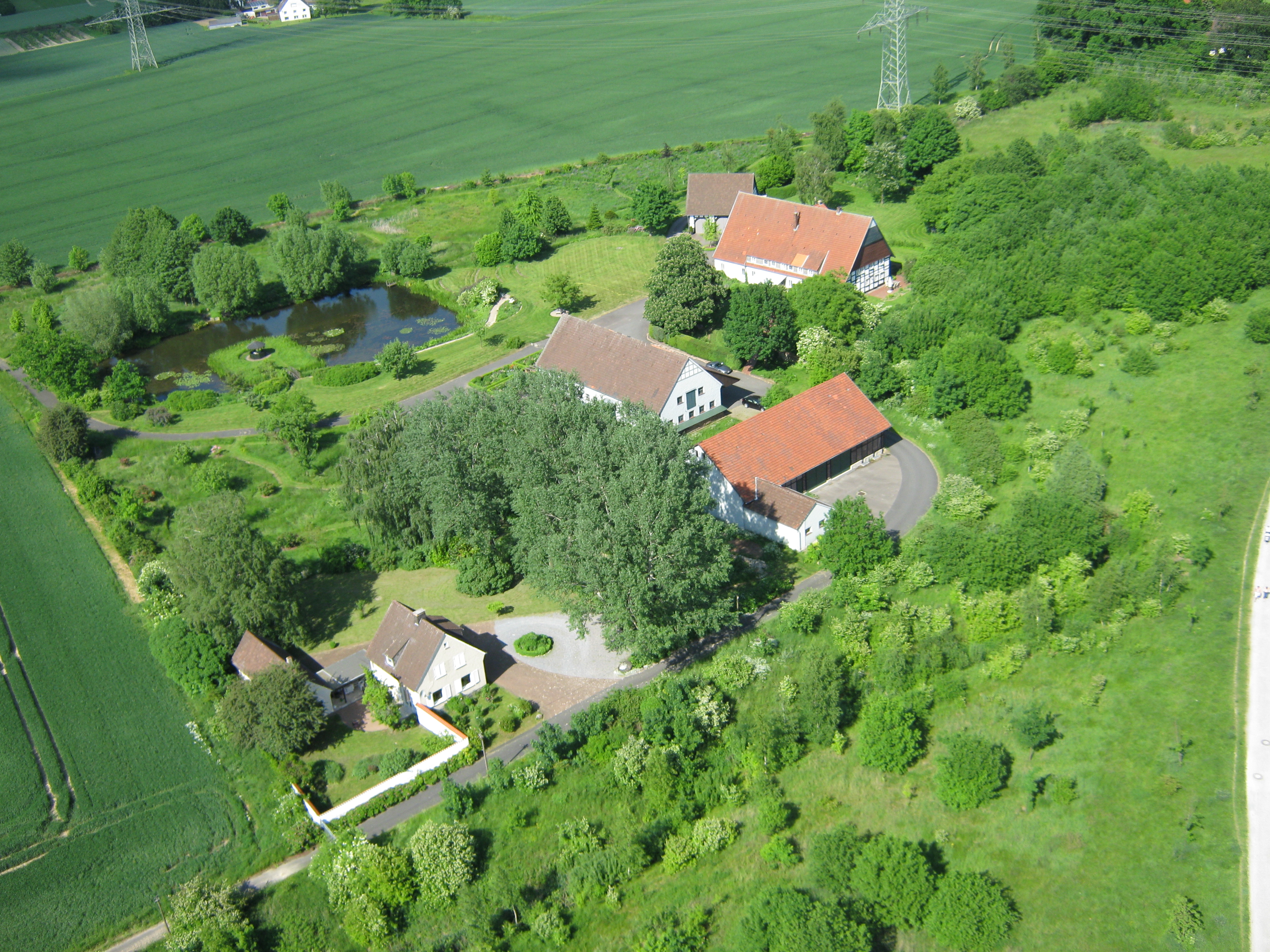
Luftbild vom Bollhof Asemissen

### Geographische Lage
Asemissen grenzt im Westen an Bielefeld-Ubbedissen und im Süden an die Stadt Oerlinghausen. Der Ort liegt nördlich des Höhenzugs des Teutoburger Waldes im Ravensberger Hügelland und bildet gemeinsam mit den Ortsteilen Bechterdissen und Greste einen im Zusammenhang bebauten Siedlungsraum. Die nicht baulich erschlossenen Gebiete bestehen überwiegend aus landwirtschaftlich genutzter Fläche, es gibt aber auch kleine Waldstücke, wie das Krähenholz oder den sogenannten „Asemisser Berg“, ein nördlich des Hauptkammes des Teutoburger Waldes gelegener Hügel.
Die heutige Siedlung Asemissen besteht aus den ursprünglichen drei Fluren ‚Asemissen‘ im Südwesten, dem ‚Barkhauser Bruch‘ im Südosten und der ‚Pansheide‘ im Norden.

### Gewässer
Am westlichen Ortsrand fließt der Pansbach, am östlichen der Holzkampbach in Südwest-Nordost-Richtung. Der Eselsbach fließt seit 2011 überwiegend oberirdisch durch den Ortskern.

## Geschichte
Die erste urkundliche Erwähnung betrifft das Gut Niederbarkhausen im Süden Asemissens. Das Gut wird am 25. Mai 1036 erstmals in der Busdorf-Urkunde erwähnt. In dem Jahr übergab Bischof Meinwerk von Paderborn dem Kanonikerstift Busdorf in Paderborn unter anderem den Herrenhof Barkhausen mit den Vorwerken Oerlinghausen, Eckendorf im heutigen Leopoldshöhe, Menkhausen im heutigen Oerlinghausen, Heepen und Borgsen in Brackwede zum Lehen. Mit fünf Vorwerken gehörte Barkhausen zu den größeren bischöflichen Hofesverbänden.
Durch einen Gebietstausch im Jahr 1787 zwischen den Grafschaften Ravensberg und Lippe erweiterte sich das Gemeindegebiet um den Bolhof.
Die Bevölkerung des ländlichen Gebiets bestand jahrhundertelang vor allem aus Kleinbauern und Tagelöhnern, später auch aus Zieglern.

### 20. Jahrhundert
1904 wurde Asemissen an die Bahnlinie Bielefeld–Lage (Lippe) angeschlossen.
Asemissen galt im gesamten 20. Jahrhundert als sozialdemokratische Bastion. So erhielt die SPD sogar bei der lippischen Landtagswahl am 15. Januar 1933 dort noch mehr als doppelt so viele Stimmen wie die NSDAP.
Nach jahrelanger Diskussion wurde die bis dato selbstständige Gemeinde Asemissen am 1. Januar 1969 in die neugebildete Großgemeinde Leopoldshöhe eingegliedert, nachdem es zwischenzeitlich so ausgesehen hatte, als würde sie entweder Oerlinghausen angegliedert oder eine „Talgemeinde“ (wie Extertal und Kalletal) zusammen mit ihren bisherigen Nachbargemeinden Bechterdissen, Greste und Helpup bilden.

### Ortsname
Der Name Asemissen wird auf der ersten Silbe betont. Er kommt als Orts-, Hof- und Familienname vor; der Hofname ist der Ursprung. Er wurde 1191 als Asemeshosen erstmals schriftlich erwähnt.
Neben der Ersterwähnung sind im Laufe der Jahrhunderte folgende Versionen belegt: Asemyssen (1338), Asemissen (um 1409, in einem Schadensregister), Assemissen (1467, im Landschatzregister), Azemyssen (1486), Aßemissen (1511), Aßemisse (1544), Assemissen und Aßmißen (1616/17, in Salbüchern), Aßmießen (um 1625, im Landschatzregister), Assemissen (1673), Asmissen (um 1758) sowie Assmissen (1805, in einer Karte von Le Coq).

## Wirtschaft und Infrastruktur

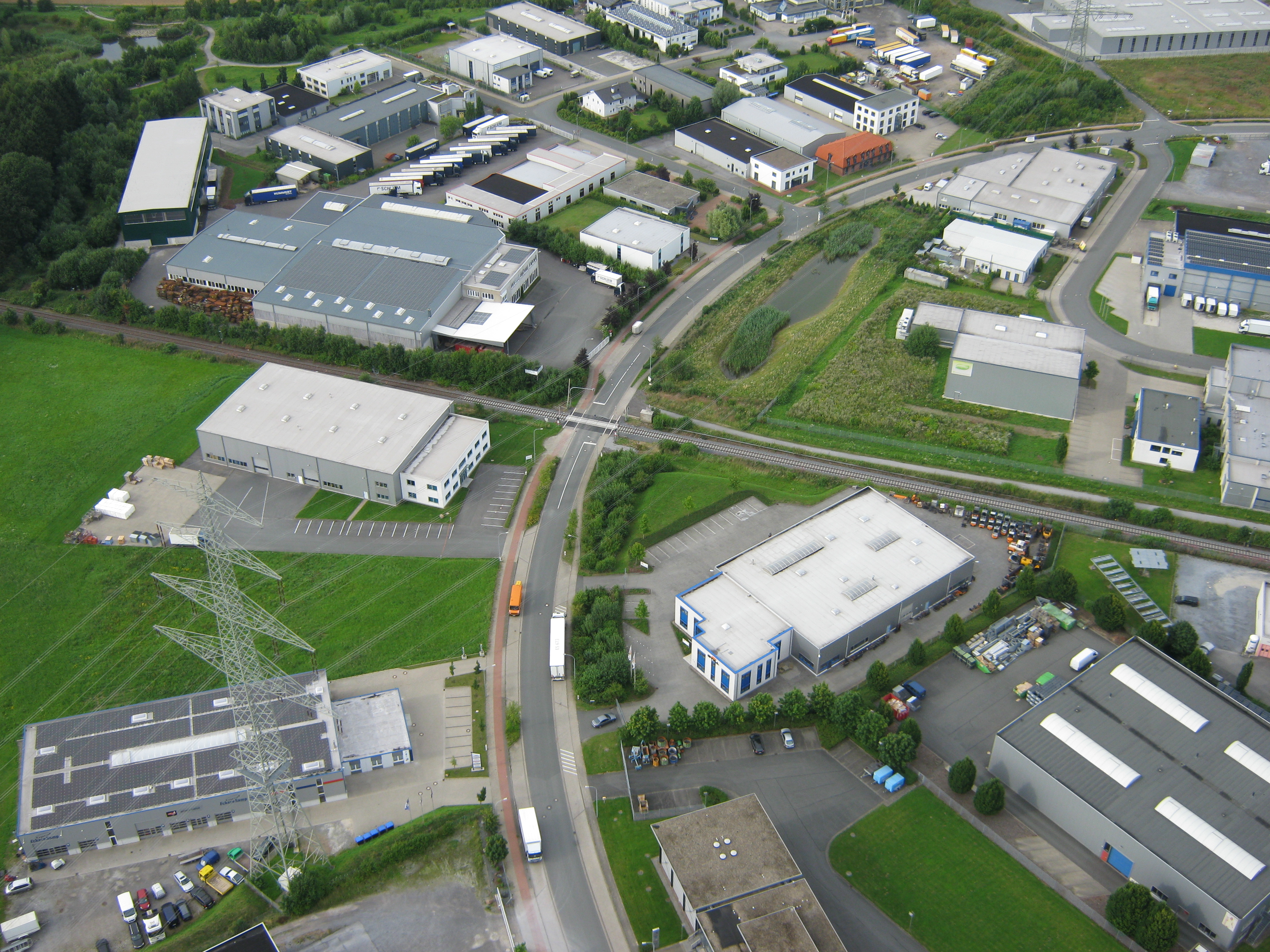
Luftbild vom Gewerbepark Asemissen

### Verkehr
Der Bahnhof Oerlinghausen befindet sich im Süden von Asemissen. Dieser liegt an der Begatalbahn von Bielefeld nach Lage (Lippe).
| Linie | Verlauf | Takt   | Betreiber |
| ----- | --- | ------ | --------- |
| RB 73 | Der Lipperländer: Bielefeld Hbf – Bielefeld Ost – Oldentrup – Ubbedissen – Oerlinghausen – Helpup – Ehlenbruch – Lage (Lippe) – Hörstmar (Lippe) – Lemgo – Lemgo-Lüttfeld Stand: Fahrplanwechsel Dezember 2021 | 60 min | Eurobahn  |
| RE 82 | Der Leineweber: Bielefeld Hbf – Oerlinghausen – Lage – Detmold – Horn-Bad Meinberg – Altenbeken Stand: Fahrplanwechsel Dezember 2023                                                                           | 60 min | eurobahn  |

Am äußersten südlichen Rande von Asemissen verläuft die Bundesstraße 66. Im Süden und Westen Asemissens befindet sich je ein größeres Gewerbegebiet.

### Öffentliche Einrichtungen
- Grundschule Asemissen
- Bücherei
- Jugendzentrum (gehört zu Greste)
- drei Kindergärten
- Sportplatz
- Wohngruppe